# Ruisseau Sewell
 (novembre 2016).
Si vous disposez d'ouvrages ou d'articles de référence ou si vous connaissez des sites web de qualité traitant du thème abordé ici, merci de compléter l'article en donnant les références utiles à sa vérifiabilité et en les liant à la section « Notes et références ».
Le ruisseau Sewell (anglais : Sewell Brook) est un cours d'eau du nord-est du Nouveau-Brunswick, au Canada.

## Géographie
Il mesure environ 13 kilomètres de long. Il prend sa source à un kilomètre au nord de Haut-Saint-Isidore, dans la paroisse de Saint-Isidore, à environ 75 mètres d'altitude. Le ruisseau suit ensuite un cours orienté vers le nord-est, en passant à l'ouest de Hachéville et de Duguayville puis au sud de Bois-Blanc, avant de se jeter en rive droite de la rivière Pokemouche, entre Bois-Blanc et Sainte-Rose. La vallée est peu accidentée, sauf près de l'embouchure.